# Кукушкин, Николай Иванович
Николай Иванович Кукушкин (3 июня 1923, Лава, Симбирская губерния — 6 марта 1967, Краснодарский край) — командир звена 143-го гвардейского штурмового авиационного полка (8-я гвардейская штурмовая авиационная дивизия, 2-я воздушная армия), гвардии старший лейтенант, Герой Советского Союза. Лишён звания в 1948 году.

## Биография
Родился 3 июня 1923 года в селе Лава (ныне — Сурского района Ульяновской области). Русский.
В 1940 году окончил 2 курса педагогического училища.
В Красной Армии с июня 1941 года. В июне 1943 года окончил Чкаловскую военную авиационную школу лётчиков (г. Оренбург). Прошёл переподготовку в 10-м запасном авиационном полку в Куйбышеве.
Воевал с июля 1943 по май 1945 года. Гвардии старший лейтенант (лишён звания в 1948 году), старший лётчик, командир звена 735-го штурмового авиационного полка.
7 февраля 1944 года был сбит огнём зенитной артиллерии противника, совершил вынужденную посадку на территории противника и до 13 марта 1944 года пробирался к своим по тылам врага. Воевал на Степном, 2-м и 1-м Украинских фронтах.
К концу войны совершил 153 боевых вылета на штурмовике Ил-2.
В 1947 году окончил Краснодарскую высшую офицерскую школу штурманов. Продолжал службу в строевых частях ВВС (Центральная группа войск, Венгрия), был заместителем командира эскадрильи.

### Преступление
В начале 1948 года в городе Папа на площади Ферше замполит дивизии подполковник Виноградов застал его с венгерской девушкой. Это в те времена грозило большими неприятностями, самое малое — отправка в СССР и увольнение из армии. Кукушкин был в подпитии и в ходе вспыхнувшей ссоры убил старшего офицера. После этого он выстрелил себе в голову, но только получил ранение.
При этом Кукушкин отрицал свою вину в убийстве. Утверждал что, сменившись в тот день с дежурства по гарнизону, шёл вместе с Виноградовым по площади Ферше, где на них было совершено нападение, при этом ему нанесли сзади удар по голове, он потерял сознание и больше ничего не помнил.
9 марта 1948 года Военным трибуналом 2-й воздушной армии за совершение тяжкого уголовного преступления приговорён к 25 годам лишения свободы. Отбывал наказание в лагерном пункте на Красноярской железной дороге.
В приговоре говорилось:

«Кукушкин 24 Октября 1947 года в 20 часов 30 минут, в городе Папе на площади Ферше, будучи в нетрезвом состоянии, на почве хулиганских побуждений произвёл 3 выстрела из принадлежащего ему пистолета в шедшего навстречу подполковника Виноградова, который от полученных ранений через 40 мин скончался.
После произведенных выстрелов в Виноградова, Кукушкин нанес себе огнестрельное саморанение в области головы, отчего упал на мостовую, где и был подобран прибывшими к месту происшествия офицерами…»

Указом Президиума Верховного Совета СССР от 4 ноября 1948 года лишён звания Героя Советского Союза и государственных наград.
Определением военной коллегии от 19 июня 1954 года приговор по делу Н. И. Кукушкина был изменён — его действия были переквалифицированы на часть 1 той же статьи и наказание снижено до 10 лет лишения свободы.
В 1956 году был досрочно освобождён.

### После освобождения
После освобождения из мест заключения жил и работал в колхозе имени С.М.  Кирова в станице Прочноокопская Новокубанского района Краснодарского края.
Там женился, вырастил детей.
Умер 6 марта 1967 года. Похоронен на кладбище станицы Прочноокопская.

## Награды
- За мужество и героизм, проявленные в боях с немецко-фашистскими захватчиками, гвардии старшему лейтенанту Кукушкину Николаю Ивановичу Указом Президиума Верховного Совета СССР от 27 июня 1945 года присвоено звание Героя Советского Союза (медаль «Золотая Звезда» № 7892).
- Орден Ленина (27.06.1945)
- Два ордена Красного Знамени (26.10.1943, 05.09.1944)
- орден Отечественной войны 2-й степени (06.09.1943)
- Орден Александра Невского (СССР) (25.04.1945)
- Медали «За взятие Берлина», «За освобождение Праги» и другие.

Лишён наград 4 ноября 1948 года.